# Jan Commelin
Jan Commelin, nizozemski botanik in pedagog, * 23. april 1629, Amsterdam, † 19. januar 1692, Amsterdam.
Commelin je bil profesor botanike na Univerzi v Amsterdamu. Njegovo botanično delo je tako pomembno, da ima dodeljeno osebno botanično avtorsko kratico - J.Commelijn.
Tudi njegov nečak, Caspar Commelin, je postal botanik.